# Toshiki Kaifu
Toshiki Kaifu (japanska:海部 俊樹 Kaifu Toshiki), född 2 januari 1931 i Nagoya, död 9 januari 2022 i Tokyo, var Japans 76:e och 77:e premiärminister mellan 1989 och 1991.